# Sylvester Birngruber
Sylvester Birngruber OCist (als Karl Birngruber; * 27. August 1914 in Bad Leonfelden; † 4. März 2006 in Linz) war ein österreichischer römisch-katholischer Geistlicher, Zisterzienser, Religionspädagoge, Autor und Verfolgter des Nationalsozialismus.

## Leben
Karl Birngruber machte 1934 Matura am Stiftsgymnasium Wilhering und trat im selben Jahr in das Stift Wilhering ein. Er nahm den Ordensnamen Sylvester an. Nach der Priesterweihe 1939 war er Kaplan in Alkoven (Oberösterreich). 1940 wurde er von der Universität Wien  promoviert mit der Dissertation Der Paternitätsstreit zwischen Wilhering und Hohenfurth 1613-1753 (Neudruck, Wilhering, 1992). 
Als Angehöriger der Großösterreichischen Freiheitsbewegung wurde er am 28. Juli 1940 von den Nationalsozialisten verhaftet und verbrachte fünf Jahre in Gefängnissen, u. a. ab Frühjahr 1941 zusammen mit Abt Bernhard Burgstaller und anderen Mitbrüdern, sowie Roman Karl Scholz, in Anrath bei Krefeld (heute: Justizvollzugsanstalt Willich I). (Sein Mitbruder Konrad Just schmachtete bereits seit Juli 1938 in den Konzentrationslagern Dachau und Buchenwald.) Im Herbst 1944 wurde er nach Straubing verlegt. Im April 1945 gelang ihm auf einem der sogenannten Todesmärsche (hier von Straubing nach Dachau) die Flucht.
Ab Herbst 1945 studierte er neuerlich an der Universität Wien, erwarb die Lehrbefähigung für Germanistik und Latein und unterrichtete ab 1949 am Stiftsgymnasium Latein, Deutsch und Religion. Von 1953 bis 1965 war er Pfarrer von Wilhering und Prior im Kloster, von 1965 bis 2000 Spiritual und Hausseelsorger der Marienschwestern vom Karmel  in Linz (wo er bis zu seinem Tod wohnte). Von 1968 bis zu seiner Pensionierung 1979 war er Professor für Religionspädagogik an der Pädagogischen Akademie des Bundes  (heute: Pädagogische Hochschule Oberösterreich).

## Werke
- Das Göttliche im Menschen. Eine Laiendogmatik, Styria, Graz/Wien/Köln 1948, 1955 (525 Seiten). 
  - (spanisch) Teología dogmática para seglares. Dios en el hombre, Editorial Litúrgica Española, Barcelona 1960, 1970.
- Laienmoral. Aufstieg zum Göttlichen, Styria, Graz/Wien/Köln 1953 (450 Seiten). 
  - (niederländisch) Christelijke moraal voor leken. Voor Nederland en Vlaanderen, Fontein, Utrecht 1954.
  - (spanisch) La moral del seglar, Rialp, Madrid 1957, 1960, 1963.
- Licht aus Patmos. Eine Deutung der Apokalypse des hl. Johannes für den Christen unserer Zeit, Dom-Verlag, Wien 1964 (249 Seiten).
  - (spanisch) El Apocalipsis de San Juan, Rialp, Madrid 1966.
- Stift Wilhering, Selbstverlag des Stiftes, Wilhering 1965 (22 Seiten).
- Leben in Christus. Lehr- und Arbeitsbuch für den katholischen Religionsunterricht in der 6. Klasse der allgemein bildenden höheren Schulen Österreichs, Tyrolia/Herder, Wien 1967 (200 Seiten).